# Скополи, Джованни Антонио
Джованни-Антонио Скополи (итал. Giovanni Antonio Scopoli, 3 июня 1723 года — 8 мая 1788 года) — итальянско-австрийский естествоиспытатель.
Был профессором в Павии.

## Биография
Родился 3 июня 1723 года в селе вблизи Кавалезе, в исторической области Тироль (сейчас на территории Италии, ранее принадлежала Австрии), в семье адвоката. Получил медицинское образование в Инсбрукском университете.
После окончания университета занимался врачебной практикой в Кавалезе и Венеции. Много путешествовал по территории Альп, где собирал энтомологические и гербарные коллекции. Позднее работал врачом в Идрии, на территории современной Словении.
В 1761 году опубликовал свою известную работу «Отравление ртутью» (лат. De Hydroargyro Іdrіensі Tentamіna). Исследовав растительный и животный мир Крайны, издал книги по её флоре (лат. Flora Carnіolіca, 1760) и насекомым (Entomologіa Carnіolіca, (1763).
В 1769 году получил звание профессора химии и металлургии в Горной академии Шемница (ныне Словакия).
Работал вместе с Ладзаро Спалланцани над доказательством теории, согласно которой жизнь не может самозарождаться, а живые существа происходят от других живых существ.
В честь Скополи Н. Жакен назвал род растений семейства Паслёновые — Scopolia Jacq. (Скополия), от которого произошло название и содержащегося в нём алкалоида скополамин.
В честь Скополи также названо несколько видов растений, в том числе Scrophularia scopolii Hoppe ex Pers. (Норичник Скополи).

## Важнейшие работы
- Methodus plantarum (1754)
- Flora carniolica (1760)
- Tentamina physico-chymico-medica (1761)
- De Hydroargyro Idriensi Tentamina (1761)
- Introductio ad usum fossuinm (1763)
- Entomologia Carniolica, Viienna: Trattner. (1763)
- Anni Historico-Naturales (1769—1772)
- Principia mineralogiae (1772)
- Flora Carniolica (1772) Tom.I, Tom.II
- Fundamenta chemiae (1777)
- Fundamenta botanicae (1783)
- Deliciae Flora et Fauna Insubricae Ticini (1786—1788)
- Rudimenta metallurgiae (1789)

Труды Скополи по горному делу и металлургии переведены на русский язык А. А. Нартовым.